# 潘普列加
潘普列加，是西班牙卡斯蒂利亚-莱昂布尔戈斯省的一个市镇。总面积24平方公里，总人口394人（2001年），人口密度16人/平方公里。